# Byrd Blows on Beacon Hill
Byrd Blows on Beacon Hill è un album di Donald Byrd, pubblicato dalla Transition Records nel 1956. Il disco fu registrato il 7 maggio 1956 al Steve Fassett's Home a Beacon Hill presso Boston, Massachusetts (Stati Uniti) (alcune fonti danno erroneamente come luogo di registrazione Detroit, Michigan).

## Tracce
Lato A
1. Little Rock Getaway – 6:57 (Joe Sullivan)
2. Polka Dots and Moonbeams – 7:26 (Johnny Burke, James Van Heusen)
3. People Will Say We're in Love – 3:54 (Oscar Hammerstein II, Richard Rodgers)

Lato B
1. If I Love Again – 5:39 (Jack Murray, Ben Oakland)
2. What's New? – 4:57 (Johnny Burke, Bob Haggart)
3. Stella by Starlight – 2:38 (Ned Washington, Victor Young)

## Musicisti
- Donald Byrd - tromba
- Ray Santisi - pianoforte
- Doug Watkins - contrabbasso
- Jimmy Zitano - batteria[6]